# Автотропізм

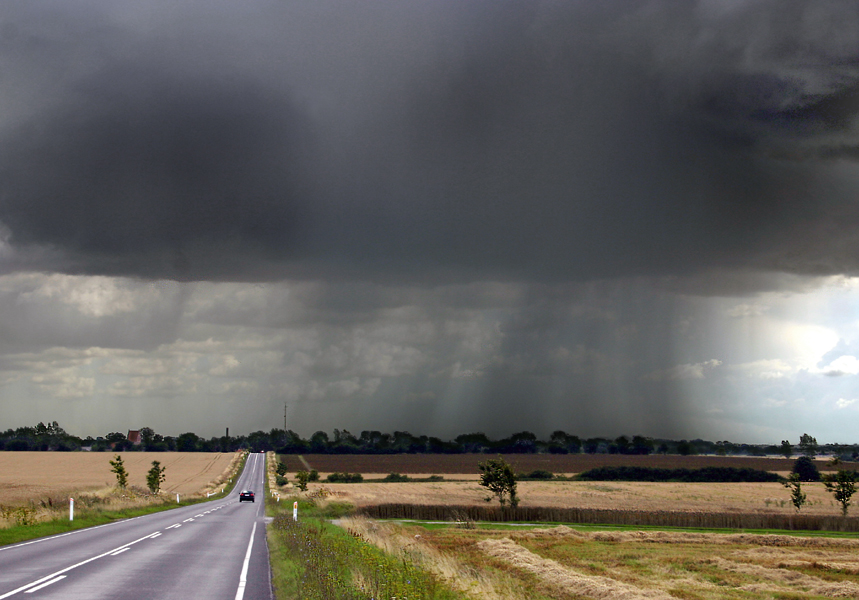
Злива

Автотропізм (від авто ... і тропізми), мимовільне випрямлення рослинами осьових органів після припинення впливу згинального фактора зовнішнього середовища (сніг, дощ).